# ファニートンボ・ワンマンバンド
ファニートンボ・ワンマンバンド（1974年9月14日 - ）は三重県伊勢市出身の大道芸人(ワンマンバンド)。本名は小林友哉。

## 略歴
2000年にアメリカ、ニューオリンズで路上デビューし、アメリカ・カナダを大道芸で横断する。
帰国後も森山直太朗にワンマンバンド指導やヘブンアーティスト・ライセンス取得、テレビ、映画、音楽フェスティバルなどにも出演する。

## 出演履歴

### テレビ
- 笑っていいとも!（フジテレビ）
- 情熱大陸（毎日放送）
- TokYo,Boy（TOKYO MX）
- ザ!鉄腕!DASH!!（日本テレビ）
- イッポウ（中部日本放送）
- ワクドキ元気（三重テレビ）
- 無理な恋愛（関西テレビ）

### 映画
- 交渉人 真下正義

### フェスティバル
- FUJI ROCK FESTIVAL
- 岡崎ジャズストリート（第一回から出演）